# Liste der Kulturdenkmale in Harrislee
In der Liste der Kulturdenkmale in Harrislee sind alle Kulturdenkmale der schleswig-holsteinischen Gemeinde Harrislee (Kreis Schleswig-Flensburg) und ihrer Ortsteile aufgelistet (Stand: 14. April 2025).
Die Bodendenkmale sind in der Liste der Bodendenkmale in Harrislee aufgeführt.

## Legende
In den Spalten befinden sich folgende Informationen:
- Objekt-ID: die Nummer des Kulturdenkmales
- Lage: die Adresse des Kulturdenkmales und die geographischen Koordinaten. Kartenansicht, um Koordinaten zu setzen. In der Kartenansicht sind Kulturdenkmale ohne Koordinaten mit einem roten Marker dargestellt und können in der Karte gesetzt werden. Kulturdenkmale ohne Bild sind mit einem blauen Marker gekennzeichnet, Kulturdenkmale mit Bild mit einem grünen Marker.
- Offizielle Bezeichnung: Bezeichnung des Kulturdenkmales
- Beschreibung: die Beschreibung des Kulturdenkmales
- Bild: ein Bild des Kulturdenkmales

## Mehrheit von baulichen Anlagen
| Objekt-ID      | Lage | Offizielle Bezeichnung       | Beschreibung | Bild                             |
| -------------- | --- | ---------------------------- | --- | -------------------------------- |
| 29233 Wikidata | Christiansgang 1–7, 2–6, 9–19, Zur Kupfermühle 17–19, 21–27, 29, 31–37, 39–43, 45–49 (54° 50′ 12″ N, 9° 24′ 50″ O) | Arbeitersiedlung Kupfermühle | Aktualisierung vorgesehen - Begründung: geschichtlich, städtebaulich, Kulturlandschaft prägend - Schutzumfang: ehem. Werkswohnungen Christiangang 1-7, 2-6, 9-19, Zur Kupfermühle 17-19, 21-27, 29, 31-37, 39-43, 45-49 | weitere Fotos \| Fotos hochladen |

## Bauliche Anlagen
| Objekt-ID      | Lage                                                | Offizielle Bezeichnung                | Beschreibung | Bild                             |
| -------------- | --------------------------------------------------- | ------------------------------------- | --- | -------------------------------- |
| 6579 Wikidata  | Alte Zollstraße (54° 50′ 8″ N, 9° 24′ 29″ O)        | Alte Zollstraße                       | Alteintragung (Aktualisierung vorgesehen) - Begründung: Alteintragung (Aktualisierung vorgesehen) - Schutzumfang: Alteintragung (Aktualisierung vorgesehen) - Denkmaltyp: Bauliche Anlage | BW                               |
| 9690 Wikidata  | Christiansgang 1–7 (54° 50′ 16″ N, 9° 24′ 51″ O)    | ehem. Werkswohnungen                  | Alteintragung (Aktualisierung vorgesehen) - Begründung: geschichtlich, städtebaulich - Schutzumfang: Alteintragung (Aktualisierung vorgesehen) - Denkmaltyp: Bauliche Anlage, Mehrheit von baulichen Anlagen: Arbeitersiedlung Kupfermühle | Fotos hochladen                  |
| 10515 Wikidata | Christiansgang 2–6 (54° 50′ 16″ N, 9° 24′ 53″ O)    | ehem. Werkswohnungen                  | Alteintragung (Aktualisierung vorgesehen) - Begründung: geschichtlich, städtebaulich - Schutzumfang: Alteintragung (Aktualisierung vorgesehen) - Denkmaltyp: Bauliche Anlage, Mehrheit von baulichen Anlagen: Arbeitersiedlung Kupfermühle | Fotos hochladen                  |
| 33652 Wikidata | Christiansgang 9–19 (54° 50′ 15″ N, 9° 24′ 53″ O)   | ehem. Werkswohnungen                  | Alteintragung (Aktualisierung vorgesehen) - Begründung: geschichtlich, städtebaulich - Schutzumfang: Alteintragung (Aktualisierung vorgesehen) - Denkmaltyp: Bauliche Anlage, Mehrheit von baulichen Anlagen: Arbeitersiedlung Kupfermühle | Fotos hochladen                  |
| 9591 Wikidata  | Messinghof (54° 50′ 16″ N, 9° 24′ 56″ O)            | Dampfmaschine aus Elmshorn            | Alteintragung (Aktualisierung vorgesehen) - Begründung: Alteintragung (Aktualisierung vorgesehen) - Schutzumfang: Alteintragung (Aktualisierung vorgesehen) - Denkmaltyp: Bauliche Anlage | BW                               |
| 9083 Wikidata  | Niehuuser Straße (54° 49′ 25″ N, 9° 23′ 24″ O)      | Kapelle Niehuus                       | Alteintragung (Aktualisierung vorgesehen) - Begründung: geschichtlich, Kulturlandschaft prägend - Schutzumfang: Alteintragung (Aktualisierung vorgesehen) - Denkmaltyp: Bauliche Anlage | weitere Fotos \| Fotos hochladen |
| 52490          | Süderstraße 46 (54° 48′ 0″ N, 9° 24′ 7″ O)          | Landesfeuerwehrschule                 | Landesfeuerwehrschule; 1928, 1935–36, Planung Landesbauamt Flensburg; Baugruppe bestehend aus dem Schulgebäude, traufständiger, zweigeschossiger, winkelförmiger Sichtziegelbau mit Walmdach und Standerker, daneben Feuerwehrgerätehaus; 1936; mit Walmdach und vier Garagen, angegliedert, fünfgeschossiger Schlauchtrockenturm mit Pyramidendach - Schutzumfang: Landesfeuerwehrschule Bauteil A, Feuerwehrgerätehaus mit Schlauchtrockenturm - Begründung: Geschichtlich, Städtebaulich                                                                             | BW                               |
| 46283          | Süderstraße 101 (54° 48′ 1″ N, 9° 23′ 27″ O)        | Bürgerhaus                            | Bürgerhaus; 1981–83, Planung von Karl-Heinz Sönnichsen; viergeschossiges Multifunktionsgebäude auf SechsecksegmentGrundriss mit polygonalem Forum, verklinkerter Massivbau mit bleiverkleideten Dachflächen, modulares Forum mit verschiebbaren Wänden, Freitreppen, Galerien, Gedenkraum mit Farbglasfenster sowie Metallintarsie von Ernst Günther Hansing; mit Grünanlage und Stele von Ulrich Lindow, 1987 - Begründung: geschichtlich, künstlerisch, städtebaulich - Schutzumfang: Bürgerhaus, Farbglasfenster, Grünanlage, Skulptur - Denkmaltyp: Bauliche Anlage | BW                               |
| 3294 Wikidata  | Süderstraße 102 (54° 48′ 4″ N, 9° 23′ 30″ O)        | Versöhnungskirche mit Ausstattung     | Alteintragung (Aktualisierung vorgesehen) - Begründung: geschichtlich, künstlerisch, städtebaulich - Schutzumfang: Alteintragung (Aktualisierung vorgesehen) - Denkmaltyp: Bauliche Anlage | weitere Fotos \| Fotos hochladen |
| 45017 Wikidata | Vor der Koppe 2 (54° 47′ 59″ N, 9° 23′ 50″ O)       | Kath. Kirche St. Anna mit Ausstattung | Kath. Kirche St. Anna mit Ausstattung; 1974-1979, Architekten Paul Johannbroer, Karl-Heinz Sönnichsen; rechteckiger Baukörper in Beton-Ziegelbauweise mit Gemeindesaal und Sakristei, Pultdach Leimbindern mit Kupfereindeckung, wandhohe Dallglasfenster, Glockenturm als Halbschale aus Beton, Tabernakelnische - Begründung: geschichtlich, künstlerisch, städtebaulich - Schutzumfang: Kath. Kirche St. Anna mit Ausstattung, - Denkmaltyp: Bauliche Anlage | weitere Fotos \| Fotos hochladen |
| 6586 Wikidata  | Wassersleben 20 (54° 49′ 44″ N, 9° 25′ 3″ O)        | Landhaus Wassersleben                 | Alteintragung (Aktualisierung vorgesehen) - Begründung: Alteintragung (Aktualisierung vorgesehen) - Schutzumfang: Alteintragung (Aktualisierung vorgesehen) - Denkmaltyp: Bauliche Anlage | Fotos hochladen                  |
| 10514 Wikidata | Zur Kupfermühle 17–19 (54° 50′ 15″ N, 9° 24′ 53″ O) | ehem. Werkswohnungen                  | Alteintragung (Aktualisierung vorgesehen) - Begründung: geschichtlich - Schutzumfang: Alteintragung (Aktualisierung vorgesehen) - Denkmaltyp: Bauliche Anlage, Mehrheit von baulichen Anlagen: Arbeitersiedlung Kupfermühle | Fotos hochladen                  |
| 10516 Wikidata | Zur Kupfermühle 21–27 (54° 50′ 16″ N, 9° 24′ 54″ O) | ehem. Werkswohnungen                  | Alteintragung (Aktualisierung vorgesehen) - Begründung: geschichtlich, städtebaulich - Schutzumfang: Alteintragung (Aktualisierung vorgesehen) - Denkmaltyp: Bauliche Anlage, Mehrheit von baulichen Anlagen: Arbeitersiedlung Kupfermühle | Fotos hochladen                  |
| 33653 Wikidata | Zur Kupfermühle 29 (54° 50′ 16″ N, 9° 24′ 53″ O)    | ehem. Werkswohnungen                  | Alteintragung (Aktualisierung vorgesehen) - Begründung: geschichtlich, städtebaulich - Schutzumfang: Alteintragung (Aktualisierung vorgesehen) - Denkmaltyp: Bauliche Anlage, Mehrheit von baulichen Anlagen: Arbeitersiedlung Kupfermühle | BW                               |
| 33654 Wikidata | Zur Kupfermühle 31–37 (54° 50′ 17″ N, 9° 24′ 52″ O) | ehem. Werkswohnungen                  | Alteintragung (Aktualisierung vorgesehen) - Begründung: geschichtlich, städtebaulich - Schutzumfang: Alteintragung (Aktualisierung vorgesehen) - Denkmaltyp: Bauliche Anlage, Mehrheit von baulichen Anlagen: Arbeitersiedlung Kupfermühle | Fotos hochladen                  |
| 3328 Wikidata  | Zur Kupfermühle 39–43 (54° 50′ 17″ N, 9° 24′ 53″ O) | ehem. Werkswohnungen                  | Alteintragung (Aktualisierung vorgesehen) - Begründung: geschichtlich - Schutzumfang: Alteintragung (Aktualisierung vorgesehen) - Denkmaltyp: Bauliche Anlage, Mehrheit von baulichen Anlagen: Arbeitersiedlung Kupfermühle | Fotos hochladen                  |
| 33651 Wikidata | Zur Kupfermühle 45–49 (54° 50′ 17″ N, 9° 24′ 54″ O) | ehem. Werkswohnungen                  | Alteintragung (Aktualisierung vorgesehen) - Begründung: geschichtlich, städtebaulich - Schutzumfang: Alteintragung (Aktualisierung vorgesehen) - Denkmaltyp: Bauliche Anlage, Mehrheit von baulichen Anlagen: Arbeitersiedlung Kupfermühle | Fotos hochladen                  |

## Quelle
- Liste der Kulturdenkmale in Schleswig-Holstein – Kreis Schleswig-Flensburg

- Karte mit allen Koordinaten:
- OSM |
- WikiMap